# Île Balanec
L'île Balanec (Balaneg en breton) est une île des Côtes-d'Armor, située dans un archipel appelé communément îles de Buguélès. Elle se trouve au large du village de Buguélès, appartenant à la commune de Penvénan, dans le pays historique du Trégor, en Bretagne.

## Géographie
L'île est accessible à marée basse à pied ou en voiture.
L'île est reliée à l'île Ozac'h par une digue sur laquelle se situe un moulin à marée.